# Ivan Tsikhan
Ivan Tsikhan (hviderussisk: Іва́н Рыго́равіч Ці́хан tr. Ivan Ryhoravitj Tsikhan ; russisk: Ива́н Григо́рьевич Ти́хон tr. Ivan Grigorjevitj Tikhon) (født 24. juli 1976 i Hlowsevitjy, Slonimski rajon, Hviderussiske SSR, Sovjetunionen) er en hviderussisk atletikudøver (hammerkaster), der er tredobbelt verdensmester i hammerkast, og desuden to gange har vundet medaljer i disciplinen ved OL.
Tsikhans verdensmesterskaber blev vundet i 2003 i Paris, i 2005 i Helsingfors og i 2007 i Osaka. Desuden blev han i 2006 europamester i Göteborg. Han vandt bronze ved OL i Beijing 2008 og OL i OL 2016.